# Ceropegia namuliensis
Ceropegia namuliensis är en oleanderväxtart som beskrevs av Peter Vincent Bruyns. Ceropegia namuliensis ingår i släktet Ceropegia och familjen oleanderväxter. Inga underarter finns listade i Catalogue of Life.